# Kunsziget
Kunsziget é um município da Hungria, situado no condado de Győr-Moson-Sopron. Tem 17,87 km² de área e sua população em 2015 foi estimada em 1.233 habitantes.